# Залесе (Ніжанський повіт)
Залесе (пол. Zalesie) — село в Польщі, у гміні Єжове Ніжанського повіту Підкарпатського воєводства.
Населення — 533 особи (2011).
У 1975-1998 роках село належало до Тарнобжезького воєводства.

## Демографія
Демографічна структура станом на 31 березня 2011 року:
|          | Загалом | Допрацездатний вік | Працездатний вік | Постпрацездатний вік |
| -------- | ------- | ------------------ | ---------------- | -------------------- |
| Чоловіки | 247     | 56                 | 172              | 19                   |
| Жінки    | 286     | 82                 | 156              | 48                   |
| Разом    | 533     | 138                | 328              | 67                   |